# Phyllodulcin
Phyllodulcin ist eine in der Natur vorkommende süß schmeckende Substanz. Chemisch gesehen handelt es sich dabei um ein Derivat des 3,4-Dihydroisocumarins. Die Verbindung besitzt ein Stereozentrum (siehe Chiralität).

## Vorkommen
Phyllodulcin kommt in den Blättern einer japanischen Varietät der Gartenhortensie (Hydrangea macrophylla var. thunbergii) vor und wurde 1916 erstmals isoliert.

## Eigenschaften
Die Süßkraft von Phyllodulcin ist 400 Mal (nach anderer Quelle 600–800 Mal) so stark wie die von Saccharose. Der Geschmackseindruck nimmt langsam zu, lässt danach langsam wieder nach und hinterlässt einen lakritzartigen Nachgeschmack. Die Substanz ist schlecht wasserlöslich.

## Verwendung
Als Süßstoff ist Phyllodulcin nicht in Gebrauch. Jedoch werden die Blätter der in Japan beheimateten Hydrangea-Varietät für die Zubereitung eines süßen Tees namens Amacha verwendet.